# Sphinx utahensis
Sphinx utahensis är en fjärilsart som beskrevs av Edwards 1881. Sphinx utahensis ingår i släktet Sphinx och familjen svärmare. Inga underarter finns listade i Catalogue of Life.